# Televisió al Regne Unit
La televisió al Regne Unit es basa en la política de devolució de l'estat central britànic, amb quatre nacions amb els seus propis governs i parlaments. La BBC, el canal estatal central, té cinc canals en obert i emet programes específics per a cada nació. A més, la televisió inclou canals estatunidencs que s'han implantat a Europa, oferint una oferta amplia de més de 200 canals. Alguns canals estan disponibles únicament a algunes nacions del Regne Unit i es poden emetre emissions en llengua pròpia.

## Especificitat del mercat televisiu britànic
D'entrada, l'especificitat primera, i potser menys visible, del panorama televisiu britànic és que s'adapta a la situació política del país. En efecte, com el seu nom indica, el Regne Unit és una monarquia parlamentària constituïda per quatre nacions: Anglaterra, el País de Gal·les, Escòcia i Irlanda del Sud. En raó de la política de devolució encetada pel govern central britànic des de l'entrada al segle xxi, Escòcia, Gal·les i Irlanda del Sud posseeixen el seu propi govern i els seus corresponents parlaments. Aquesta realitat política s'ha de traspassar també al panorama televisiu, ja que el canal estatal central, la BBC, que posseeix una cinquena de canals en obert, té les seves pròpies emissions per al públic de cadascuna de les nacions. És a dir, malgrat que emet una programació conjunta i en llengua anglesa, es fan talls durant la setmana per emetre contingut específic només per al públic gal·lès, irlandès o escocès.
El segon aspecte de caràcter força important és que els canals que s'emeten des del Regne Unit són propietat d'empreses que, tant estatals com privades, tenen objectius globals. És a dir, a banda d'emetre al seu propi país, emeten igualment per a la resta d'Europa adaptant els seus canals al públic europeu. Així, no és estrany que existeixi una BBC dedicada a difondre notícies les vint-i-quatre hores del dia a pràcticament tots els països europeus. L'objectiu és difondre els punts de vista i la cultura anglosaxona. Per aquest motiu els canals britànics poden veure's en altres països de parla anglesa com la República d'Irlanda del Sud o de forma més restringida a la resta de països europeus. Endemés, tot seguint aquesta línia, el panorama televisiu britànic incorpora a la seva graella televisiva canals de grups mediàtics procedents dels Estats Units. Aquests s'han implantat àmpliament al Regne Unit però també, i en especial, a la resta d'Europa de forma que no és gens estrany trobar-s'hi amb versions adaptades de canals temàtics com MTV, Discovery Channel, History Channel o Disney Channel. L'abast del mercat anglosaxó (tercera llengua més parlada al món) permet al Regne Unit disposar, amb diferència, de l'oferta televisiva més àmplia d'Europa amb prop de dos-cents canals.

## Història de la televisió al Regne Unit

### Emissions obertes
Les emissions en obert al Regne Unit combinen canals d'àmbit britànic, irlandesos, estatunidencs i, a banda d'aquests, que són els que es poden veure per tot el país, algunes nacions constitutives del Regne Unit tenen accés a canals de televisió propis, com és el cas del País de Gal·les. Endemés, en coherència amb el marc polític, els canals públics de la BBC poden emetre emissions especials per a les quatre nacions constitutives del Regne Unit. Aquestes algunes vegades inclouen emissions en llengua pròpia tot i que aquesta pràctica no és del tot majoritària.
| Britànics: - BBC One - BBC Two - Independent Television - Channel 4 (emet una programació generalitzada només per a Escòcia, Anglaterra i Irlanda del Nord) - ITV2 - Channel 5 - BBC Four - TVI3 - More4 - Pick - Dave - Film4 - QVC - BBC Parliement - BBC News | - Really - 4Music - Yesterday - Drama - 5USA - Ideal World - ITV4 - ITVbe - E4 - 5Star - 5Spike - QVC Beauty - QVC Style - Quest - Travel Channel - Vintage TV - FreeSports - CBeebies | Canals irlandesos: - RTÉ 1 - RTÉ 2 - TG4 (emet en gaèlic irlandès) Canals estatunidencs: - CBS Reality - CBS Drama - PBS America - CBS Action Canals gal·lesos: - S4C (només emet per al País de Gal·les) - Channel 4 (emet programació única per a Gal·les) |

### Per via satèl·lit
L'oferta televisiva via satèl·lit, a diferència de països com Portugal o Espanya, no ofereix canals específics per al públic anglès, gal·lès o escocès que viu a l'estranger. Mitjançant el satèl·lit obert es poden captar els principals canals de televisió del país, és a dir, els canals de les quatre empreses que es disputen el mercat televisiu britànic. A banda, dos operadors, Freesat i Sky, ofereixen televisió per satèl·lit amb una oferta televisiva molt més àmplia. En el cas d'Sky TV aquesta oferta és de pagament. Així, tot dependent de la forma en com hom decideix rebre el senyal de satèl·lit, l'oferta pot anar dels 16 canals bàsics a la 200a; majorment, la mateixa oferta televisiva cablejada.
| - BBC One - BBC Two - Independent Television - Channel 4 - Channel 5 - BBC Four - BBC Alba - ITV2 - ITV3 - ITV4 - ITVBe - S4C - More4 - 5Star - CBS Drama | - CBS Reality - CBS Action - 5 Spike - Dave - Blaze - Drama - Sky News - BBC Parliament - BBC News - Capital TV - Citv - CBeebies |  |

### Per cable
La televisió per cable al Regne Unit és explotada per aproximadament cinc tele-operadors. A principis del desenvolupament de la televisió cablejada es varen obrir moltes companyies regionals per tot el país però actualment aquestes companyies ja no existeixen i majoritàriament han estat absorbides per Virgin Media que, a més a més, és l'opció més triada al Regne Unit; per dos de cada quatre telespectadors cablejats.
Les principals companyies són:
- Virgin Media
- BT
- Sky
- TalkTalk

Quant a l'oferta televisiva, el Regne Unit és el país que més canals de televisió ofereix per cable. El nombre de canals pot variar entre teleoperadors però de forma general es compten prop de 200 canals disponibles.
| Canals oberts: - BBC One - BBC Two - Independent Television - Channel 4 - ITV2 - Channel 5 - BBC Four - TVI3 - More4 - Pick - Dave - Film4 - QVC - Really - 4Music - Yesterday - Drama - 5USA - Ideal World - ITV4 - ITVbe - E4 - 5Star - 5Spike - QVC Beauty - QVC Style - Quest - Travel Channel - Vintage TV - FreeSports - CBeebies | Canals cablejats: - E4 - Challenge - Film4 - Sky News - 4Seven - CBBC - Horror - My5 - Local TV - Quest+1 - BET - The Community Channel - Forces TV - Home - VM Music - MTV OMG - Virgin Movies - BBC News - CNN - QQV - Crate & Craft - GEMS TV - Jewellery Maker - TJC - BBC Asian Network - Capital TV - TruTV - LCB - Gold - Cartoonito - Sky 1 - Sky Living | - Sky 2 - W - albi - Comedy Central - MTV - Syfy - Universal TV - E! Entretainment - FOX - Real Lives - True Entretainement - Turner Classic Movies - Cartoon Network - Sky Sports News - Boomerang - Sky Sports Mix - SONY Crime Channel - Sky Arts - I.D. - SONY Channel - DMAX - Food Network - Travel Channel - MTV Music - The Box - Kiss - Magic - Movies 24 - Eurosport (i tots els seus derivats) - Motors TV - Bike - Euronews - Aljazeera - France 24 - Tiddlers TV | - Tiny Pop - RT UK - &TV - Zing - Colors - Rishtey Europe - BFM TV - RTVE 24 - CTC - SIC Internacional - TG COM 24 - TVR International - BBC Worldwide - NDTV India - BT Sport 3 - History Channel - BT Sport (i tots els seus derivats) - Discovery Channel - National Geographic Channel - Nickelodeon - Disney Channel (i tots els seus derivats) - TV5 Monde - ABC Studios - Sesame Street - Eden - VH1 |